# Vela nos Jogos Olímpicos de Verão de 2004 - Europe
As provas da classe Europe da vela nos Jogos Olímpicos de Verão de 2004 ocorreram entre 15 e 22 de agosto daquele ano no Centro Olímpico de Vela Agios Kosmas, em Atenas, na Grécia. O programa compunha onze regatas. Para esta classe, houve 25 velejadoras de 25 nações inscritas.

## Calendário
| ● | Regatas práticas | ● | Dias de competição | ● | Último dia das regatas |

| Data   | Agosto | Agosto | Agosto | Agosto | Agosto          | Agosto | Agosto | Agosto | Agosto | Agosto          | Agosto | Agosto | Agosto | Agosto | Agosto | Agosto | Agosto | Agosto |
| Data   | 12 Qui | 13 Sex | 14 Sáb | 15 Dom | 16 Seg          | 17 Ter | 18 Qua | 19 Qui | 20 Sex | 21 Sáb          | 22 Dom | 23 Seg | 24 Ter | 25 Qua | 26 Qui | 27 Sex | 28 Sáb | 29 Dom |
| ------ | ------ | ------ | ------ | ------ | --------------- | ------ | ------ | ------ | ------ | --------------- | ------ | ------ | ------ | ------ | ------ | ------ | ------ | ------ |
| Europe | ●      | ●      |        | ● ●    | Dia de descanso | ● ●    | ● ●    | ● ●    | ● ●    | Dia de descanso | ●      |        |        |        |        |        |        |        |

## Medalhistas
A norueguesa Siren Sundby finalizou a competição em primeiro lugar, tendo dominado grande parte das regatas, e conquistou a medalha de ouro. A prata firmou-se com a tcheca Lenka Šmídová. Por fim, a medalha de bronze ficou com Signe Livbjerg, da Dinamarca.
|  | NOR Noruega  |  | CZE Chéquia   |  | DEN Dinamarca  |
|  | Siren Sundby |  | Lenka Šmídová |  | Signe Livbjerg |

## Resultados
Estes foram os resultados da competição:
| Pos.              | Velejadores                 | Regatas | Regatas | Regatas | Regatas | Regatas | Regatas | Regatas | Regatas | Regatas | Regatas | Regatas | Pontos |
| Pos.              | Velejadores                 | 1       | 2       | 3       | 4       | 5       | 6       | 7       | 8       | 9       | 10      | 11      | Pontos |
| ----------------- | --------------------------- | ------- | ------- | ------- | ------- | ------- | ------- | ------- | ------- | ------- | ------- | ------- | ------ |
| Medalha de ouro   | NOR Siren Sundby            | 1       | 3       | DSQ     | 1       | 19      | 4       | 4       | 1       | 1       | 1       | 12      | 47     |
| Medalha de prata  | CZE Lenka Šmídová           | 10      | 13      | 1       | 13      | 1       | DSQ     | 1       | 6       | 3       | 7       | 10      | 65     |
| Medalha de bronze | DEN Signe Livbjerg          | 4       | 6       | 7       | 15      | 8       | 6       | 10      | 3       | 11      | 4       | 25      | 74     |
| 4                 | AUS Sarah Blanck            | 3       | 7       | 2       | 11      | 9       | 2       | 13      | 8       | 12      | 8       | 24      | 75     |
| 5                 | FIN Sari Multala            | 8       | 9       | 11      | 6       | 10      | 1       | 9       | 2       | 15      | 24      | 14      | 85     |
| 6                 | ARG Serena Amato            | 5       | 2       | 22      | 8       | 13      | 22      | 2       | 11      | 4       | 10      | 9       | 86     |
| 7                 | CHN Xiaoying Shen           | 11      | 20      | 3       | 2       | 12      | 7       | 20      | OCS     | 6       | 2       | 5       | 88     |
| 8                 | NZL Sarah Macky             | 14      | 4       | 8       | 19      | 4       | 20      | 6       | 4       | 10      | 5       | 17      | 91     |
| 9                 | GRE Virginia Kravarioti     | 15      | 21      | 5       | 14      | 2       | 12      | 15      | 9       | 16      | 3       | 3       | 94     |
| 10                | GER Petra Niemann           | 12      | 8       | 10      | 10      | 7       | 10      | 8       | 5       | 13      | 16      | 13      | 96     |
| 11                | FRA Blandine Rouille        | 25      | 17      | 4       | 5       | 5       | 18      | 3       | 14      | 14      | 11      | 6       | 97     |
| 12                | MEX Tania Elias Calles Wolf | 6       | 5       | 15      | 17      | 6       | 3       | 16      | OCS     | 5       | 14      | 11      | 98     |
| 13                | ESP Neus Garriga            | 20      | 15      | 14      | 7       | 11      | 8       | 5       | 15      | OCS     | 6       | 7       | 108    |
| 14                | USA Meg Galliard            | 9       | 11      | 13      | 9       | 3       | 13      | 11      | 16      | 9       | 19      | 19      | 113    |
| 15                | BEL Min Dezillie            | 13      | 1       | 20      | 3       | 16      | DNF     | 19      | 20      | 2       | 23      | 16      | 133    |
| 16                | ITA Larissa Nevierov        | 23      | 10      | 6       | 4       | 17      | 19      | 17      | 18      | 17      | 18      | 18      | 144    |
| 17                | SLO Teja Cerne              | 7       | 23      | 21      | 18      | 14      | 23      | 14      | 21      | 7       | 12      | 8       | 145    |
| 18                | IRL Maria Coleman           | 18      | 12      | 12      | 20      | 18      | 15      | 22      | 19      | 19      | 13      | 1       | 147    |
| 19                | NED Carolijn Brouwer        | 19      | DSQ     | 18      | 21      | 15      | 17      | 18      | 13      | 8       | 20      | 2       | 151    |
| 20                | BLR Tatiana Drozdovskaya    | 22      | 19      | 19      | OCS     | 21      | 5       | 7       | 7       | 20      | 17      | 15      | 152    |
| 21                | POL Monika Bronicka         | 16      | 18      | 16      | 12      | 22      | 14      | 21      | 12      | 18      | 15      | 20      | 162    |
| 22                | POR Joana Pratas            | 2       | 24      | 17      | 22      | 24      | 16      | 12      | OCS     | 22      | 9       | 21      | 169    |
| 23                | GBR Laura Baldwin           | 21      | 14      | 9       | 23      | 20      | 21      | 25      | 22      | 23      | 21      | 4       | 178    |
| 24                | JPN Maiko Sato              | 24      | 16      | 24      | 16      | 23      | 11      | 23      | 10      | 24      | 22      | 23      | 192    |
| 25                | RUS Natalia Ivanova         | 17      | 22      | 23      | 24      | 25      | 9       | 24      | 17      | 21      | 25      | 22      | 204    |

### Classificação diária

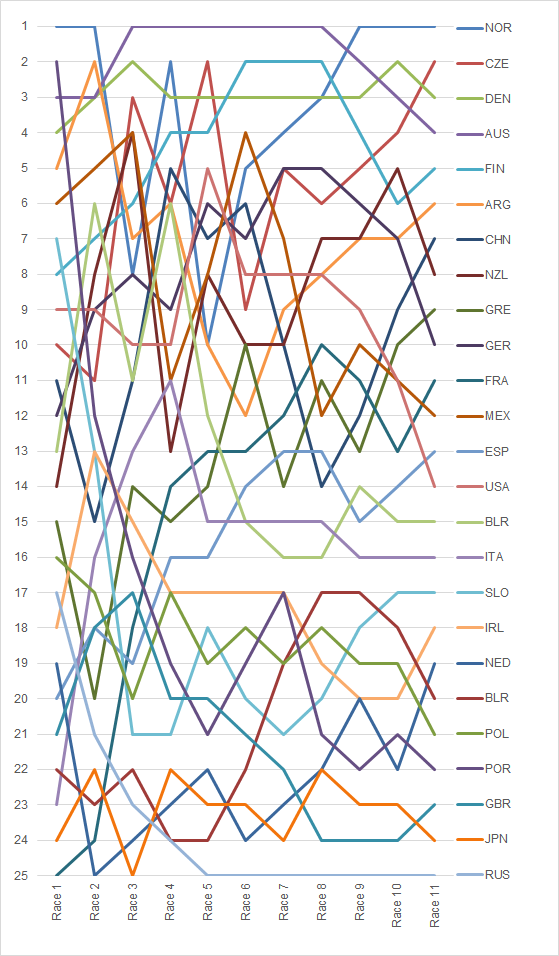
Gráfico mostrando a classificação diária na classe.